# Kyle Rudolph
Kyle Daniel Rudolph (Cincinnati, 9 novembre 1989) è un ex giocatore di football americano statunitense che giocava come tight end nella National Football League (NFL). Scelto nel corso del secondo giro (43º assoluto) del Draft NFL 2011 dai Vikings, in precedenza aveva giocato a football per i Fighting Irish dell’Università di Notre Dame.

## Carriera professionistica

### Minnesota Vikings
Considerato come il miglior tight end eleggibile in ruolo non particolarmente ricco di talento nell'edizione 2011 del Draft NFL, al quale si presentava da underclassmen avendo deciso rinunciare al suo ultimo anno da senior al college. Rudolph, come preventivato, fu scelto nel secondo giro del Draft come 43º assoluto dai Minnesota Vikings, con i quali il 30 luglio 2011 firmò un contratto quadriennale da 3,9 milioni di dollari.

### 2011

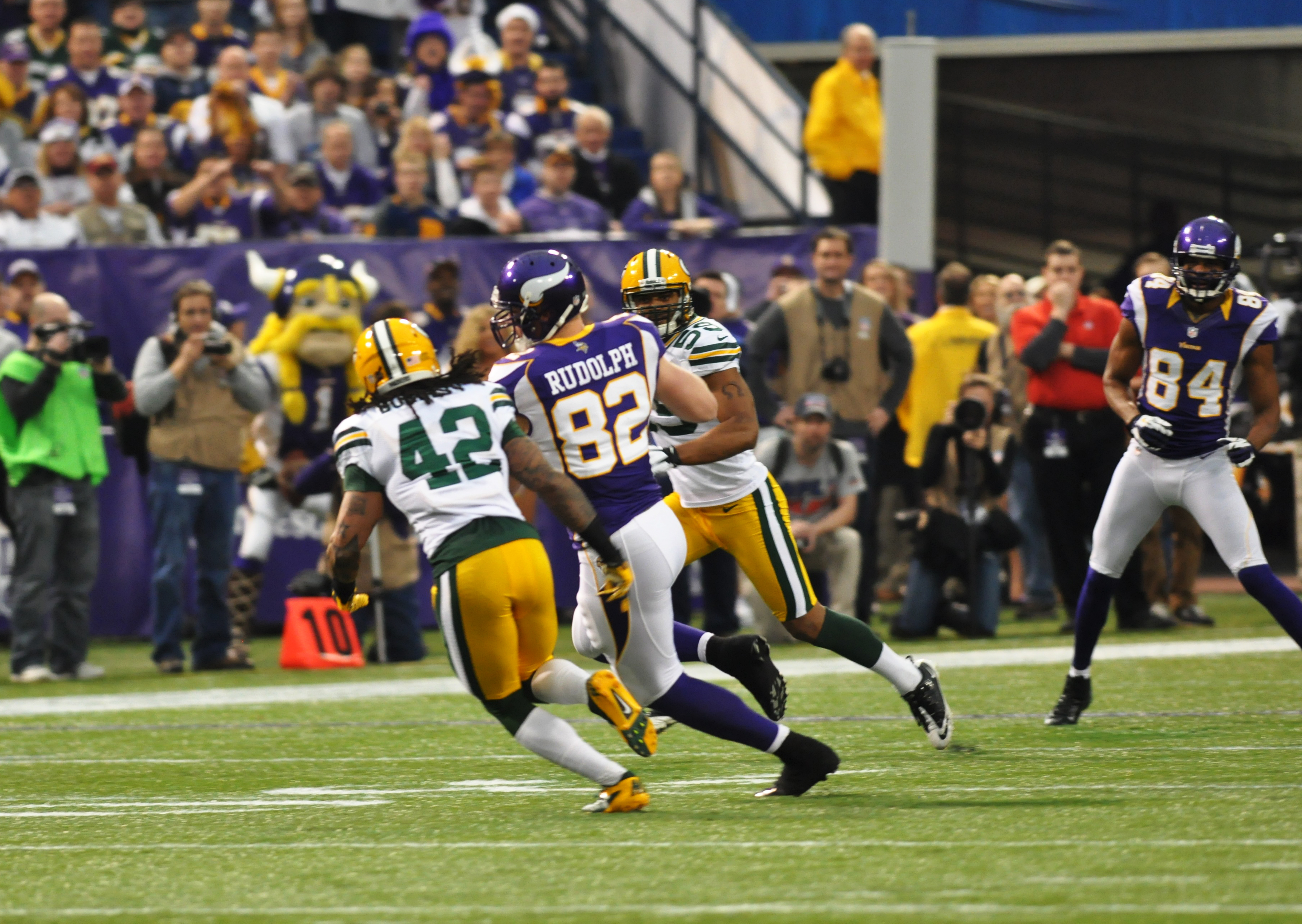
Rudolph in azione contro i Packers nell'ultimo incontro della stagione regolare 2012.

Rudolph debuttò tra i professionisti già nella gara di settimana 1 che vide i Vikings uscire sconfitti per 17-24 dal Qualcomm Stadium contro i San Diego Chargers: l'ex-Notre Dame non ricevette alcun passaggio ma fu comunque impiegato come titolare. La settimana seguente mise a referto la prima ricezione in carriera, un passaggio da 15 yard su lancio del quarterback Donovan McNabb, ma per i Vikings arrivò la seconda sconfitta stagionale per mano dei Tampa Bay Buccaneers, stavolta tra le mura amiche dell'Hubert H. Humphrey Metrodome. Egli cominciò a mettersi in mostra nel gioco aereo di Minnesota nella gara di settimana 4, quando ricevette 3 passaggi per 44 yard complessive, di cui uno da 41 yard che fu anche la sua ricezione più lunga in stagione.
Il primo touchdown tra i professionisti arrivò nella gara di settimana 11 contro gli Oakland Raiders, quando Rudolph ricevette un passaggio da una yard in red-zone da Christian Ponder. In tale partita, persa 27-21 dai Vikings, Rudolph fu 5 volte bersaglio di Ponder, ricevendo 3 passaggi per un totale di 7 yard, ma rimediò anche una contusione al quadricipite femorale che la settimana seguente lo costrinse al primo ed unico stop stagionale. Rientrato nel match di settimana 12, perso 35-32 dai Vikings in casa contro i Denver Broncos, Rudolph ricevette un solo passaggio da 19 yard che trasformò nel touchdown che portò momentaneamente i Vikings in vantaggio per 12-7. Un terzo touchdown lo mise poi a segno nella penultima gara della stagione regolare, ricevendo da Ponder un passaggio da 17 yard che portò i Vikings sul momentaneo 23-20 nel tardo 3º quarto, aiutando così la sua squadra a vincere in casa dei Washington Redskins il terzo incontro stagionale per 33-26.
In totale, nella sua stagione da rookie, egli ricevette 26 passaggi per 249 yard e 3 touchdown, venendo inserito al termine della stagione sia nell'All-Rookie Team stilato congiuntamente dalla rivista Pro Football Weekly e dall'associazione Pro Football Writers of America che in quello pubblicato da National Football Post.

### 2012
Nel 2012 Rudolph, nonostante l'aggiunta in squadra del tight end John Carlson, migliorò sensibilmente le proprie statistiche venendo di pari passo sfruttato maggiormente nel modulo offensivo di Minnesota e rivelandosi l'obiettivo preferito di Ponder in red-zone. Nel primo incontro della stagione, contro i Jacksonville Jaguars stabilì subito i propri primati relativi ad una singola gara in ricezioni (5) e yard ricevute (67), nel secondo invece mise a segno il suo primo touchdown in stagione, ricevendo in red-zone un passaggio da 6 yard da Ponder, che non fu comunque sufficiente ai Vikings per evitare la prima sconfitta stagionale in casa degli Indianapolis Colts per 23-20.

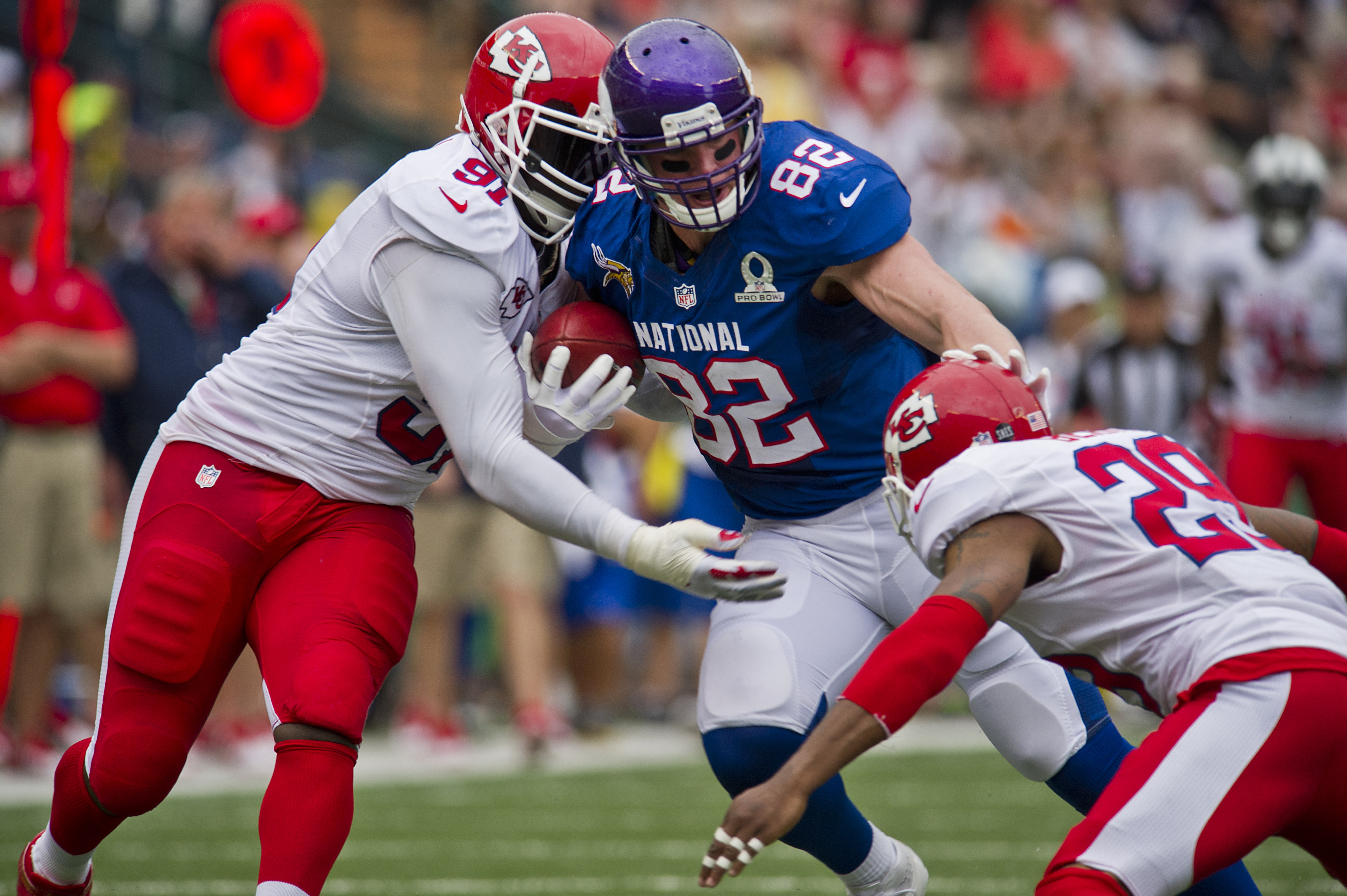
Rudolph durante il Pro Bowl 2012, marcato da due difensori dell'AFC Team.

Nella settimana 3 fu uno dei protagonisti della vittoria a sorpresa dei Vikings in casa dei San Francisco 49ers, contro i quali mise a segno 2 touchdown: Rudolph aprì subito le marcature, ricevendo un passaggio da una yard e trasformandolo in touchdown, e le chiuse segnando il touchdown del 24-13 finale su ricezione da 2 yard. Egli mise inoltre a referto altre 3 ricezioni per 32 yard. Nelle due gare di settimana 6 e 7, Rudolph mise a segno altri 2 touchdown (nella vittoria contro i Tennessee Titans su passaggio da 15 yard, nella sconfitta contro i Redskins su passaggio da una yard), totalizzando inoltre 10 ricezioni per 79 yard ed una conversione da due punti. Nella settimana 10 portò a 7 il proprio primato personale di ricezioni in una singola partita, ricevendo inoltre 64 yard ed un touchdown su passaggio da 20 yard per mano di Ponder nella gara che vide i Vikings avere ragione dei Detroit Lions per 34-24.
Dopo la settimana di riposo per i Vikings arrivarono due sconfitte consecutive i casa di Chicago Bears e Green Bay Packers, ma Rudolph continuò a rivelarsi un bersaglio molto affidabile per Ponder, totalizzando 106 yard e 2 touchdown in 11 ricezioni. Nella penultima gara della stagione regolare il tight end aprì le marcature dei Vikings nella gara che li vide prevalere 23-6 contro gli Houston Texans, segnando il touchdown del momentaneo 6-3 su passaggio da 3 yard di Ponder.
La sua annata terminò con 53 ricezioni per 493 yard e 9 touchdown (miglior risultato stagionale tra i tight end della NFC pari merito con Jimmy Graham e secondo miglior risultato stagionale della NFL dietro Rob Gronkowski, oltre che secondo miglior risultato di tutti i tempi nella storia della franchigia fatto registrare da un tight end), risultati questi che gli valsero la convocazione per il primo Pro Bowl in carriera, al quale partecipò in sostituzione di Tony Gonzalez, unendosi ai suoi 5 compagni di squadra (Adrian Peterson, Jared Allen, Chad Greenway, Blair Walsh, Jerome Felton) già precedentemente convocati. In tale gara egli ricevette 122 yard e segnò un touchdown su un passaggio da 3 yard di Eli Manning, venendo nominato MVP al termine della gara.

### 2013

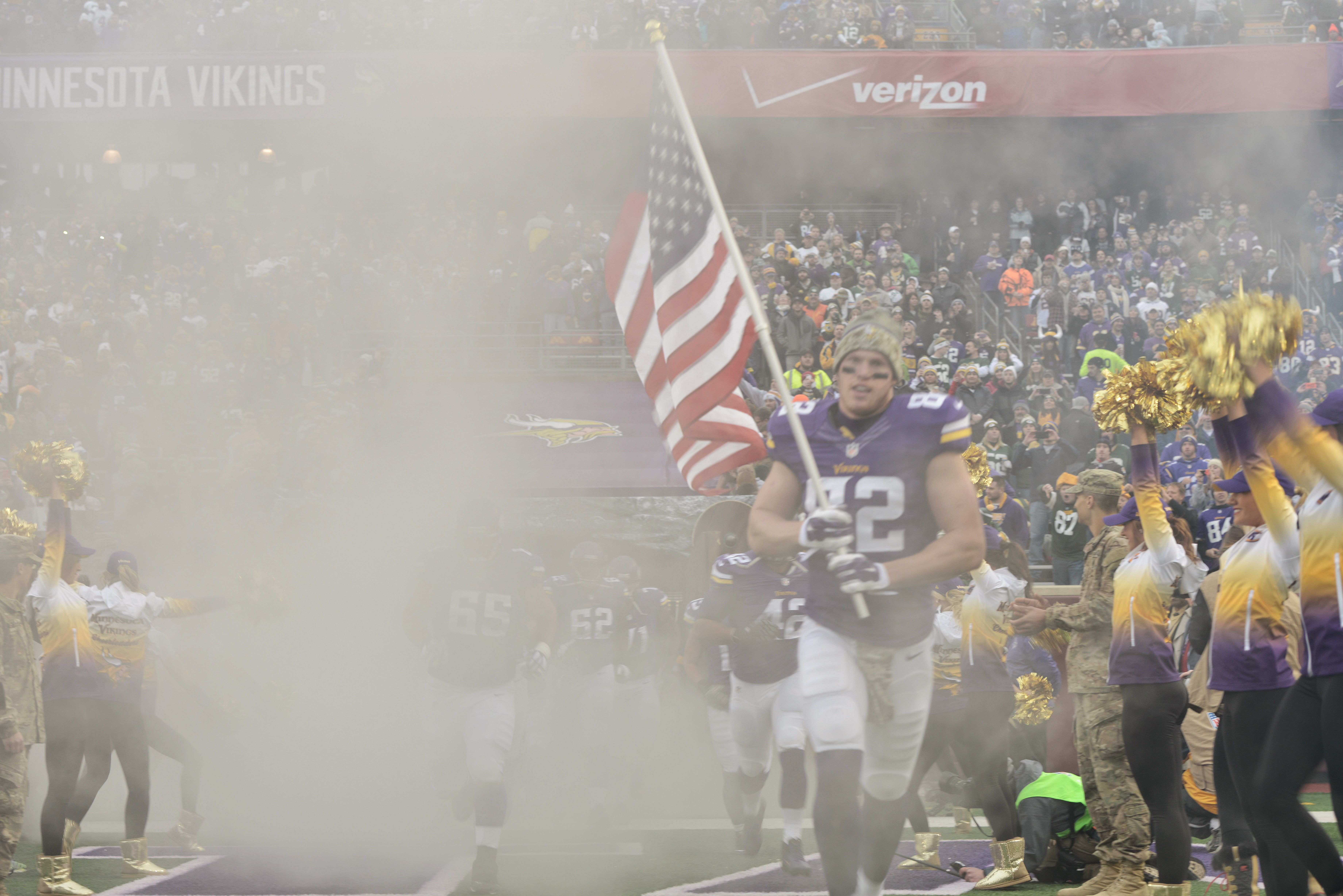
Rudolph all'entrata in campo in Packers-Vikings del 23 novembre 2014, mentre ricopre le vesti di portabandiera.

Dopo aver totalizzato 2 ricezioni per 27 yard, nella gara inaugurale della stagione persa in casa dei Lions per 24-34, Rudolph andò in touchdown contro i Bears nella seconda gara della stagione, nel 2º quarto della quale mise a segno il touchdown del momentaneo 21 pari su passaggio da 20 yard da parte di Ponder. Dopo aver messo a segno 7 ricezioni per 34 yard nelle due gare successive che videro i Vikings perdere 31-27 in casa contro i Cleveland Browns e vincere 34-27 contro i Pittsburgh Steelers il primo match stagionale al Wembley Stadium di Londra, Rudolph disputò un'ottima gara contro i Carolina Panthers, ritoccando il proprio record personale di ricezioni (9) e yard ricevute (97) in una singola partita. La prestazione fu condita anche da un touchdown su passaggio da 23 yard del quarterback Matt Cassel, per l'inutile touchdown del 35-10 finale.
Dopo aver accumulato altre 7 ricezioni per 78 yard nei due incontri persi contro i New York Giants ed i Packers, Rudolph andò in touchdown per la terza volta in stagione nella gara di settimana 7 contro i Dallas Cowboys ma, nell'azione in cui segnò il touchdown (su passaggio da 31 yard da parte di Ponder) del momentaneo 20-17 in favore dei Cowboys, egli subì un infortunio al piede nel tentativo di contrasto da parte di una safety avversaria. Inizialmente, il giorno seguente il capo allenatore dei Vikings, Leslie Frazier, annunciò in conferenza stampa che Rudolph sarebbe stato fuori un mese, ma a distanza di un mese, visto il volgere al termine della stagione regolare e l'andamento negativo della squadra, i Vikings decisero di inserirlo definitivamente nella lista degli infortunati, ponendo così termine alla sua stagione 2013, chiusa con 30 ricezioni per 313 yard e 3 touchdown in 8 partite (tutte disputate come titolare).

### 2014

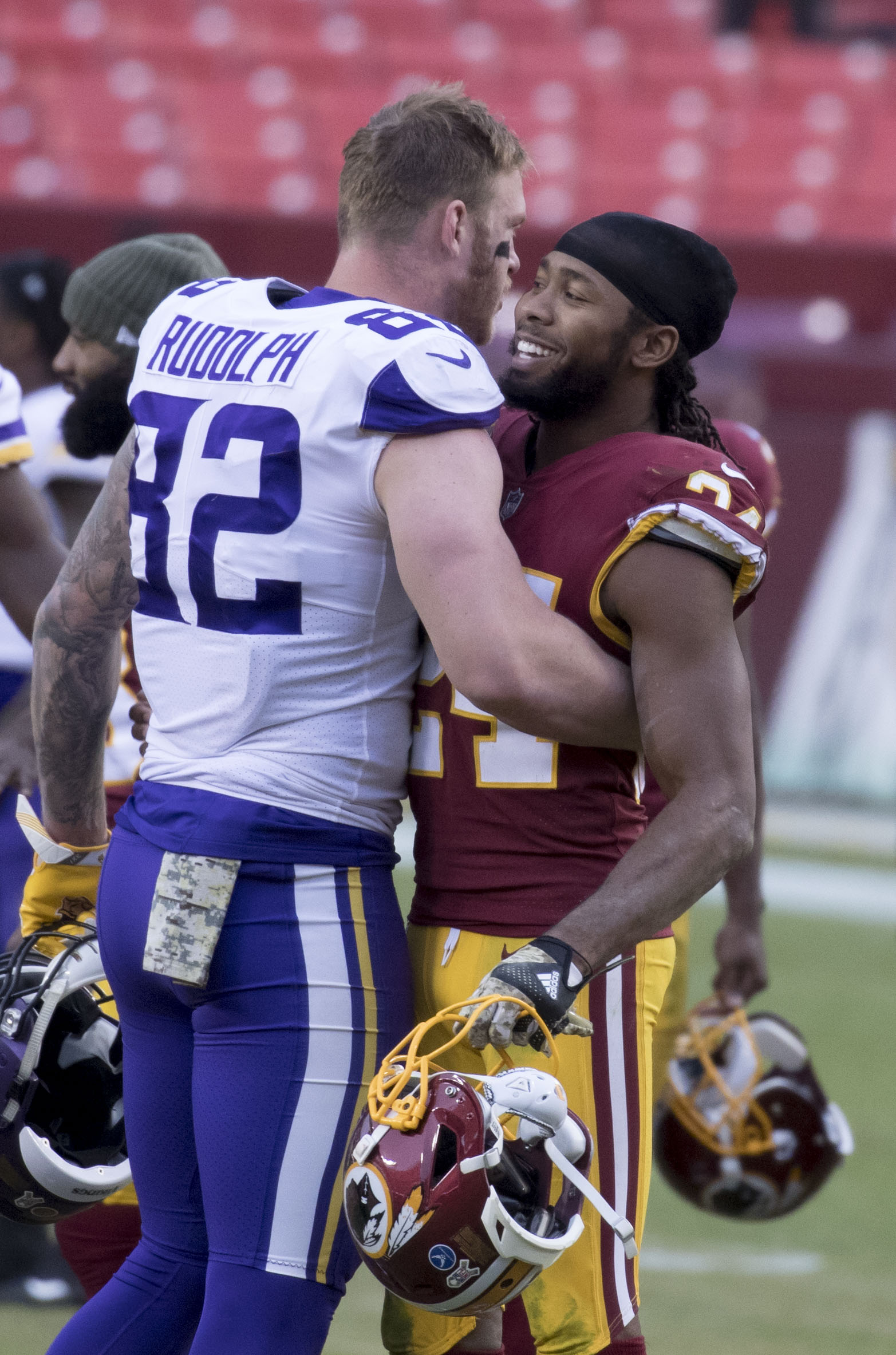
Rudolph saluta il cornerback Josh Norman al termine di Vikings-Redskins del 2017.

Il 27 luglio 2014 Rudolph firmò un'estensione contrattuale quinquennale da 36,5 milioni di dollari (in grado tuttavia di salire fino a 40 con dei bonus), di cui 19,4 garantiti alla firma.
Nel primo incontro della stagione regolare, vinto da Minnesota per 34-6 in casa dei St. Louis Rams, egli ricevette dal compagno di squadra Matt Cassel due passaggi per 16 yard complessive, segnando inoltre il touchdown del momentaneo 27-3.

### 2015
Rudolph iniziò la sua quinta stagione in NFL ricevendo da Teddy Bridgewater 5 passaggi per un totale di 53 yard nell'incontro del Monday Night Football in cui i Vikings furono sconfitti per 3-20 dai 49ers padroni di casa. La settimana successiva ricevette ancora 5 passaggi (per un totale di 30 yard) ma fu soprattutto in stagione il primo giocatore della franchigia a ricevere un passaggio da touchdown, nella gara in cui i Vikings tornarono alla vittoria sconfiggendo per 26-16 i Lions rivali divisionali.

### 2017
Nella gara del Giorno del Ringraziamento vinta contro in trasferta contro i Lions, Rudolph pareggiò il proprio primato personale ricevendo 2 touchdown dal quarterback Case Keenum. Egli chiuse la stagione con 57 ricezioni per 532 yard ed 8 touchdown, che gli valsero la seconda convocazione al Pro Bowl in carriera, stavolta in sostituzione dell'infortunato Jimmy Graham.

### 2019
Nel primo turno di playoff in casa dei New Orleans Saints, Rudolph ricevette da Kirk Cousins il touchdown della vittoria ai tempi supplementari.

## Record

### Record dei Vikings
- Maggior numero di touchdown messi a segno da un tight end in carriera: 37 (2011-)
- Maggior numero di touchdown messi a segno da un tight end in una singola stagione: 9 (2012)
- Maggior numero di touchdown messi a segno da un tight end in una singola partita: 2 (2012, 2017)
- Maggior numero di ricezioni messe a segno da un tight end in una singola stagione: 83 (2016)
- Maggior numero di ricezioni messe a segno da un tight end in una singola partita: 11 (contro Chicago il 1 gennaio 2017, condiviso con Joe Senser)

## Palmarès
- MVP del Pro Bowl: 1

2012
- Convocazioni al Pro Bowl: 2

2012, 2017
- PFWA All-Rookie Team - 2011

## Statistiche
Statistiche su ricezione
Fonte: NFL.com
| Anno   | Squadra           | P  | PT | Ric | Yard  | Media | Y/P  | Max | TD | Fum | Persi |
| ------ | ----------------- | -- | -- | --- | ----- | ----- | ---- | --- | -- | --- | ----- |
| 2011   | Minnesota Vikings | 15 | 8  | 26  | 249   | 9,6   | 16,6 | 41  | 3  | --  | --    |
| 2012   | Minnesota Vikings | 16 | 16 | 53  | 493   | 9,3   | 30,8 | 29  | 9  | --  | --    |
| 2013   | Minnesota Vikings | 8  | 8  | 30  | 313   | 10,4  | 39,1 | 31T | 3  | --  | --    |
| 2014   | Minnesota Vikings | 9  | 8  | 24  | 231   | 9,6   | 25,7 | 23  | 2  | 1   | 0     |
| 2015   | Minnesota Vikings | 16 | 16 | 49  | 495   | 10,1  | 30,9 | 47T | 5  | --  | --    |
| 2016   | Minnesota Vikings | 16 | 16 | 83  | 840   | 10,1  | 52,5 | 44  | 7  | --  | --    |
| 2017   | Minnesota Vikings | 16 | 16 | 57  | 532   | 9,3   | 33,3 | 34  | 8  | --  | --    |
| Totale | Totale            | 96 | 88 | 322 | 3.153 | 9,8   | 32,8 | 47  | 37 | 1   | 0     |

Statistiche aggiornate alla stagione 2017